# Festival de Cannes 1977
Le Festival de Cannes 1977, 30e édition, a lieu du 13 au 27 mai 1977 et se déroule au Palais des Festivals dit Palais Croisette, 50 du boulevard de la Croisette.

## Déroulement et faits marquants
Le palmarès du festival de Cannes 1977 suscite diverses réactions, notamment celle du président Robert Favre Le Bret qui désavoue les jurés qu'il avait lui-même choisis. Le cinéaste Jacques Demy, en tant que « représentant du jury du festival », s'adresse au président Fabre Le Bret via la télévision, se disant « écœuré par cette façon de faire » et « incohérent ». Demy lui reproche d'avoir fait des jurés des « assassins » de Rossellini, le président du jury.

## Jury de la compétition
- Président du jury : Roberto Rossellini, réalisateur
- Anatole Dauman, producteur
- Benoîte Groult, écrivain
- Carlos Fuentes, écrivain
- Jacques Demy, réalisateur
- Marthe Keller, comédienne
- N'sougan Agblemagnon, écrivain
- Pauline Kael, journaliste
- Iouri Ozerov, réalisateur

## Sélections

### Sélection officielle

#### Compétition
La sélection officielle en compétition se compose de 23 films :
| Film                                                        | Réalisateur               | Pays                 |
| ----------------------------------------------------------- | ------------------------- | -------------------- |
| Trois Femmes (Three Women)                                  | Robert Altman             | États-Unis           |
| Bang!                                                       | Jan Troell                | Suède                |
| Black Joy                                                   | Anthony Simmons           | Royaume-Uni          |
| En route pour la gloire (Bound for Glory)                   | Hal Ashby                 | États-Unis           |
| Contes de Budapest (Budapesti mesék)                        | István Szabó              | Hongrie              |
| Car Wash                                                    | Michael Schultz           | États-Unis           |
| L'Ami américain (Der Amerikanische Freund)                  | Wim Wenders               | Allemagne de l'Ouest |
| Elisa, mon amour (Elisa, vida mía)                          | Carlos Saura              | Espagne              |
| Portrait de groupe avec dame (Gruppenbild mit Dame)         | Aleksandar Petrović       | Allemagne de l'Ouest |
| Les Chasseurs (I Kyniyí)                                    | Theo Angelopoulos         | Grèce                |
| Iphigénie (Iphigenia)                                       | Michael Cacoyannis        | Grèce                |
| J.A. Martin photographe                                     | Jean Beaudin              | Canada               |
| Asphyxie (Kičma)                                            | Vlatko Gilić              | Yougoslavie          |
| La Communion solennelle                                     | René Féret                | France               |
| La Dentellière                                              | Claude Goretta            | Suisse, France       |
| Le Camion                                                   | Marguerite Duras          | France               |
| Le Vieux Pays où Rimbaud est mort                           | Jean Pierre Lefebvre      | Canada               |
| Padre padrone                                               | Paolo et Vittorio Taviani | Italie               |
| Les Orphelins (Podranki)                                    | Nikolaï Goubenko          | Union soviétique     |
| Les Duellistes (The Duellists)                              | Ridley Scott              | Royaume-Uni          |
| Un bourgeois tout petit petit (Un borghese piccolo piccolo) | Mario Monicelli           | Italie               |
| Un taxi mauve                                               | Yves Boisset              | France               |
| Une journée particulière (Una giornata particolare)         | Ettore Scola              | Italie               |

#### Hors compétition
4 films sont présentés hors compétition :
- La Bible de Marcel Carné
- La Chambre de l'évêque (La stanza del vescovo) de Dino Risi
- Pelé de François Reichenbach
- La Castagne (Slap Shot) de George Roy Hill

### Quinzaine des réalisateurs
La sélection officielle des longs métrages de la Quinzaine des réalisateurs se compose de 21 films.
- 25 de Celso Luccas et Jose Celso Correa
- Force de frappe (Aftenlandet) de Peter Watkins
- Ceddo d'Ousmane Sembène
- Chinois, encore un effort pour être révolutionnaires ! de Ji Qing-ming, René Viénet et Al Perreault
- Continuar a Viver ou Os Índios da Meia-Praia d'António da Cunha Telles
- Jorden er flad de Henrik Stangerup
- Fuera De Aqui! de Jorge A. Sanjines
- Gizmo ! de Howard Smith
- Neuf Mois (Kilenc hónap) de Márta Mészáros
- La Historia Me Absolvera de Gaetano Pagano
- La muerte de Sebastián Arache y su pobre entierro de Nicolas Sarquis
- Långt borta och nära de Marianne Ahrne
- Le Diable probablement de Robert Bresson
- Les Enfants du placard de Benoît Jacquot
- Les Indiens sont encore loin de Patricia Moraz
- Nós por Cá Todos Bem de Fernando Lopes
- Urs Al-Zayn de Khalid Al Siddiq
- Prata Palomares d'André Faria
- Soleil des hyènes de Ridha Béhi
- Stunde null d'Edgar Reitz
- Pitié pour le prof (Why Shoot the Teacher?) de Silvio Narizzano

La sélection officielle des courts métrages de la Quinzaine des réalisateurs se compose de 6 films.
- Claude Chauvy, l'art du tournage en vois de Jean-Pierre Bonneau
- Eggs de John Hubley
- Hors Jeu de Georges Schwizgebel
- Nuits de Georges Katakouzinos
- Sauf dimanches et fêtes de François Ode
- Windy Day de Faith Hubley et John Hubley

### Semaine de la critique
- Ben et Bénédict de Paula Delsol (France)
- Caminando pasos… caminando de Federico Weingartshofer (Mexique)
- Ethnocide de Paul Leduc (Canada/Mexique)
- Liebe das Leben, lebe das Lieben de Lutz Eisholz (RFA)
- Le Meurtrier de la jeunesse de Kazuhizo Hasegawa (Japon)
- Omar Gatlato de Merzak Allouache (Algérie)
- Vingt jours sans guerre d'Alexei Guerman (URSS)

## Palmarès
- Palme d'or : Padre padrone de Paolo et Vittorio Taviani.
- Prix du jury pour la première œuvre : Les Duellistes (The Duellists) de Ridley Scott
- Prix d'interprétation masculine : Fernando Rey pour Elisa, mon amour (Elisa, vida mía) de Carlos Saura
- Prix d'interprétation féminine (ex æquo) :

Shelley Duvall pour Trois Femmes (Three Women) de Robert Altman
Monique Mercure pour J.A. Martin photographe de Jean Beaudin
- Prix de la meilleure partition musicale : Norman Whitfield pour Car Wash de Michael Schultz
- Grand Prix de la Commission supérieure technique du cinéma français : Car Wash de Michael Schultz
- Palme d'Or du court métrage : Kuzdok de Marcell Jankovics
- Prix spécial du jury - court métrage : Di Cavalcanti de Glauber Rocha
- Prix FIPRESCI de la critique internationale : Padre padrone de Paolo et Vittorio Taviani
- Prix du jury œcuménique (ex æquo) :

La Dentellière de Claude Goretta
J.A. Martin photographe de Jean Beaudin

## Hommage
Hommage pour l'ensemble de son œuvre au cinéaste d'animation Peter Foldes.[réf. nécessaire]